# Gardenos
Gardenos (griechisch Γαρδένος (m. sg.)) ist ein Dorf im Südosten der griechischen Insel Korfu. Es gehört zur Ortsgemeinschaft Vitalades im Gemeindebezirk Lefkimmi der Gemeinde Notia Kerkyra und zählt 82 Einwohner.